# Anastrepha parallela
Anastrepha parallela
 es una especie de insecto díptero que Christian Rudolph Wilhelm Wiedemann describió científicamente por primera vez en el año 1830.
Esta especie pertenece al género Anastrepha de la familia Tephritidae.